# Gullfaks
Gullfaks est un des plus grands gisements pétroliers norvégiens. Il a été découvert en 1978, dans la région de Tampen en mer du Nord septentrionale. La profondeur d'eau atteint 220 mètres, ce qui est relativement profond pour cette mer. 
La structure de ce gisement, qui a des réservoirs dans plusieurs strates, est complexe, fragmentée par de nombreuses failles. 
La production a commencé en 1986. Le pétrole est exporté directement, deux des trois plates-formes étant équipées de bouées de chargement pour pétroliers. Elle atteint plus de 500 kbbl/j en 1994, mais a aujourd'hui décliné à quelque 15 % de cette valeur. La production de gaz a évolué en parallèle. Les réserves restantes sont de l'ordre de 200 Mbbl, alors que la production cumulée approche 2,3 Gbbl.
Le gisement fait l'objet d'études sur l'injection de CO2, qui pourrait prolonger sa durée de vie en étendant quelque peu la quantité de pétrole extractible.
Actuellement, des réservoirs périphériques sont exploités depuis les plates-formes de Gullfaks, grâce à des puits obliques à grande portée. Ces gisements satellites sont Gullfaks Sør, Rimfaks, et Gullveig. 